# 1027 Aesculapia
1027 Aesculapia è un asteroide della fascia principale del diametro medio di circa 32,2 km. Scoperto nel 1923, presenta un'orbita caratterizzata da un semiasse maggiore pari a 3,1510236 UA e da un'eccentricità di 0,1322520, inclinata di 1,25543° rispetto all'eclittica.
Viene considerato come componente della Famiglia di asteroidi Themis.
Originariamente designato 1923 YO11, ricevette poi l'attuale nome in onore di Asclepio, il dio della medicina nella mitologia greca.